# Primusic
 (novembre 2021).
Le Primusic est une compétition musicale burundaise organisée annuellement par la société des boissons Brarudi SA. 
Deux éditions se sont déjà écoulées,,,.

## Historique
La Brarudi, à travers la marque Primus, organise annuellement le concours Primusic, concours de chanteurs ouvert à tout Burundais âgé de plus de 18 ans qui pense avoir des talents vocaux.
Avec Primusic, la Primus s’est lancé le défi de mettre en place un tremplin national destiné à faire émerger de nouveaux talents locaux et de leur offrir l’opportunité de propulser leur carrière artistique.

## Conditions de participation
Le concours est ouvert aux artistes vocaux en solo de nationalité burundaise à l’exception du gagnant du premier prix de l’édition précédente. Ils doivent être majeurs conformément à la législation burundaise fixant la majorité à 18 ans.
L’inscription s’effectue exclusivement à travers la fiche d’inscription dûment remplie sur le site internet www.primusic.bi.
Une attestation est signée par le candidat autorisant la Brarudi à utiliser et diffuser les enregistrements fournis dans le cadre du concours. En signant cette attestation, l’artiste ne pourra, en aucun cas, prétendre à une quelconque rémunération sous prétexte de l’utilisation de son image.
Les candidats sélectionnés pour chaque étape de la compétition reçoivent une notification écrite ou via e-mail. La liste des retenus est publiée sur le site internet et sur la page Facebook de la Primusic en question. Cette publication vaudra pour convocation.

## Récompenses
Le gagnant du concours reçoit une somme de 15 millions BIF suivi par le deuxième qui empoche 5 millions de francs burundais. Le troisième reçoit une enveloppe de 2,5 millions, le quatrième 1,5 million, le 5e 1 million et finalement le sixième reçoit 500 mille.